# Kaori Yamaguchi
Kaori Yamaguchi (Japans: 山口香, Yamaguchi Kaori; Toshima, 28 december 1964) is een Japans judoka.

## Sportcarrière
Yamaguchi won brons op de Olympische Zomerspelen van 1988 in de categorie tot 52 kilogram, toen judo een demonstratiesport was voor vrouwen. Ze won goud en vier keer zilver op het wereldkampioenschap judo. Goud in 1984 (-52kg) en zilver in 1980 (-52kg), 1982 (-52kg), 1986 (-52kg) en 1987 (-52kg).
Op het Aziatische kampioenschap judo won ze twee gouden medailles in 1981 en 1985. Verder won ze tussen 1978 en 1987 tienmaal het Japans selectief judokampioenschap, waarvan tweemaal in de categorie tot 50 kilogram en daarna in de categorie tot 52 kilogram.

## Persoonlijk
Yamaguchi studeerde aan de Universiteit van Tsukuba waar ze in 1989 afstudeerde. Na haar afstuderen ging ze met pensioen als competitief judoka en werkte als instructeur aan de Universiteit van Tsukuba en de Musashi Universiteit. Ze is tegenwoordig "Associate professor" aan de Universiteit van Tsukuba.